# CONOB

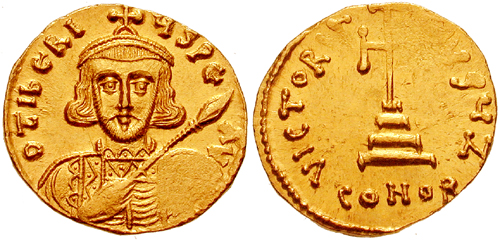
Solidus, Tiberius al III-lea (698-705); avers: D TIbERI US PE AV, cap încoronat, bust cu lance și scut; revers: VICTORIA AVGU, cruce pe trepte; în exergă CONOB.

CONOB este o legendă / siglă / marcă  pe care o găsim, în mare parte, pe monedele de aur din Imperiul Roman târziu și din Imperiul Bizantin. Uneori, întâlnim forma COMOB. 
Această marcă este gravată în exergă, pe solidi emiși la Constantinopol.
CON indică monetăria din Constantinopol.
OB are o dublă semnificație:
- cele două litere, în sistemul de numerotație grecesc, corespund numărului 72 și indică faptul că piciorul monetar pentru solidus este 1/72 dintr-o livră romană / Libră;
- OB sunt primele două litere ale cuvântului din latină obryzum[1], care indică aurul rafinat, pur.

OB, în acest caz, semnifică 1/72 dintr-o libră  / livră romană de aur pur.
După cum notează Fiorelli, sigla OB se întâlnește doar pe monede din aur. De notat faptul că întâlnim această siglă și pe fracțiuni de solidus. Fiorelli specifică faptul că aici este vorba de piciorul monetar și nu de greutatea specifică a monedei.

## Articole conexe
- Monedă romană
- Atelier monetar roman